# Университет Лубумбаши
Университет Лубумбаши (фр. Université de Lubumbashi; также известный под аббревиатурой UNILU) — один из крупнейших университетов Демократической Республики Конго. Он расположен в Лубумбаши в провинции Верхняя Катанга, ранее провинция Катанга. Кампус расположен в северной части города, к западу от аэропорта.

## История
Университет был создан в 1955 году во время бельгийского колониального правления как Официальный университет Конго и Руанды-Урунди (фр. Université officielle du Congo et du Ruanda-Urundi) Льежским университетом и открыт в 1956 году. Это было одно из учреждений, объединившихся с Национальным университетом Заира в 1971 году. Он был восстановлен как автономный университет в 1981 году, когда Национальный университет Заира был разделен.

## Резня 1990 года
В мае 1990 года правительство Заира жестоко подавило студенческие протесты в кампусе, убив нескольких студентов и разрушив часть кампуса.
В начале мая 1990 года студенты, обучающиеся в университете, протестовали против режима Мобуту, требуя его отставки. Ночью 11 мая 1990 года в кампусе было отключено электричество, а туда было отправлено специальное воинское подразделение Les Hiboux («Совы»), вооружённое мачете и штыками. Название подразделения произошло от того факта, что оно действовало только ночью. Мало что известно наверняка о ночном подразделении Les Hiboux, но использование ими для передвижения дорогих транспортных средств (редкость в Заире) убедительно свидетельствует о том, что это подразделение было элитным подразделением, состоящим из сторонников режима. В течение ночи подразделение закололо и изрубило на куски протестующих студентов. Те студенты, которые пытались бежать из кампуса, были расстреляны. К рассвету 12 мая 1990 года по меньшей мере 290 студентов были убиты в коридорах кампуса. Резня привела к тому, что страны Европейского экономического сообщества (ныне Европейский Союз), США и Канада прекратили всю негуманитарную помощь Заиру, что ознаменовало начало конца поддержки Мобуту Западом. Заир, как тогда называлось Конго, является бывшей бельгийской колонией, и резня привлекла большое внимание средств массовой информации в Бельгии, что вынудило бельгийское правительство критиковать Мобуту.

## Известные преподаватели
- Эдгар Поломе — лингвистика